# Delta N

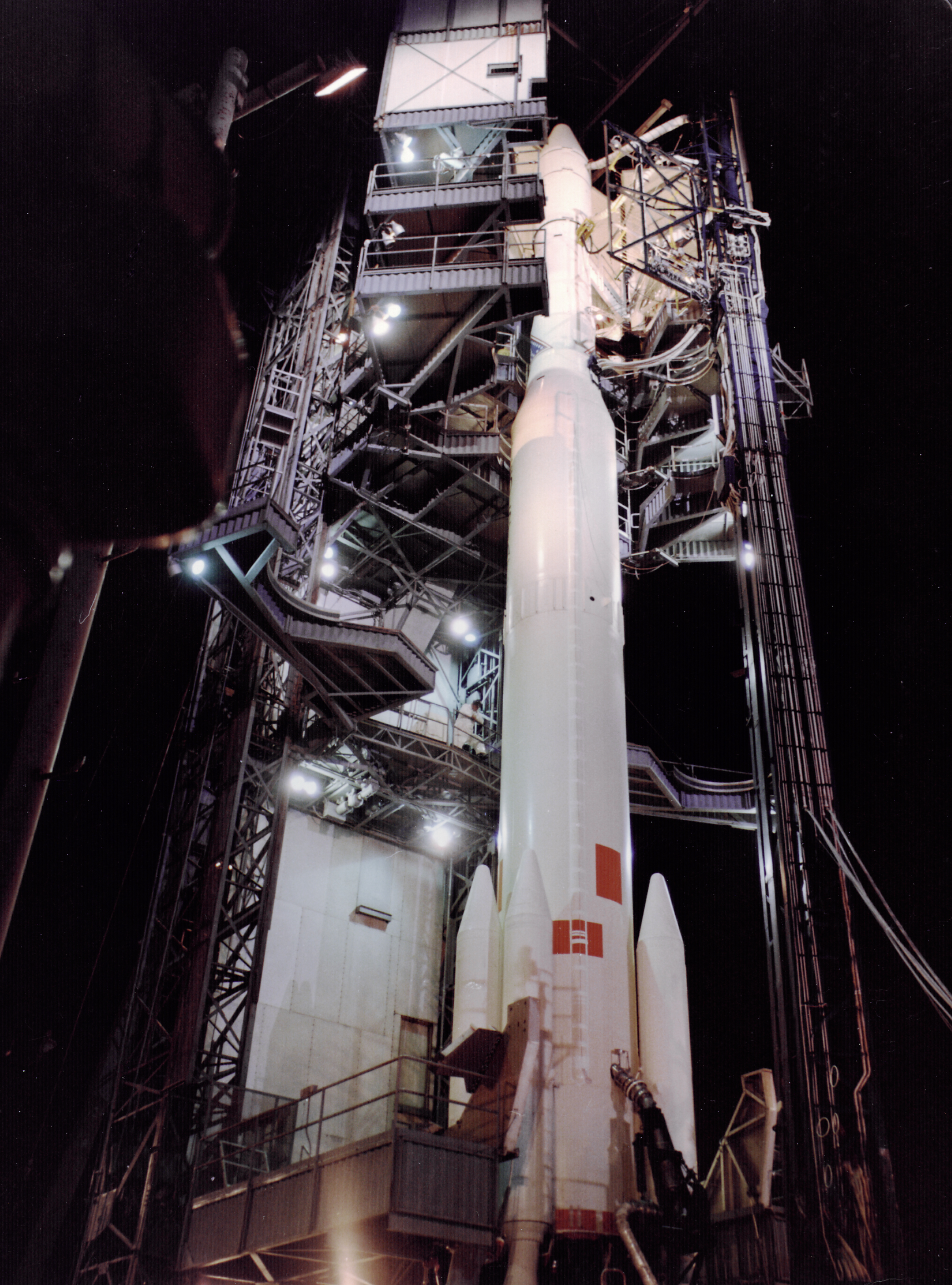
Foguete Delta N6

O Delta N foi um foguete espacial estadunidense de dois estágios que prestou serviço entre 1968 e 1972.

## Características
O Delta N foi um foguete leve da família de foguetes Delta que foi usado nove vezes entre 1968 e 1972. Contou com uma variante, o Delta N6, que em vez de três foguetes aceleradores de propelente sólido usava seis. Esta variante foi lançada em três das nove vezes. Do total de 9 lançamentos do Delta N e Delta N6, uma acabou em fracasso e os outros lançamentos tiveram sucesso.

## Histórico de lançamentos
| Voo      | Data                   | Plataforma de lançamento                | Carga               | Resultado | Notas                               |
| -------- | ---------------------- | --------------------------------------- | ------------------- | --------- | ----------------------------------- |
| 528/D-58 | 16 de agosto de 1968   | Plataforma SLC-2E da Base de Vandenberg | ESSA-7              | Êxito     | Primeiro lançamento de um Delta N.  |
| 532/D-62 | 15 de dezembro de 1968 | Plataforma SLC-2E da Base de Vandenberg | ESSA-8              | Êxito     | Delta N.                            |
| 539/D-70 | 28 de junho de 1969    | Plataforma LC-17A do Cabo Canaveral     | Biosatellite 3      | Êxito     | Delta N.                            |
| 548/D-72 | 9 de agosto de 1969    | Plataforma LC-17A do Cabo Canaveral     | OSO-6 / PAC-1       | Êxito     | Delta N.                            |
| 542/D-76 | 23 de janeiro de 1970  | Plataforma SLC-2W da Base de Vandenberg | Tiros-M / Australis | Êxito     | Primeiro voo de um Delta N6.        |
| 546/D-81 | 11 de dezembro de 1970 | Plataforma SLC-2W da Base de Vandenberg | NOAA-1 / CEP-1      | Êxito     | Delta N6.                           |
| 565/D-85 | 29 de setembro de 1971 | Plataforma LC-17A do Cabo Canaveral     | OSO-7 / TTS-4       | Êxito     | Delta N                             |
| 572/D-86 | 21 de outubro de 1971  | Plataforma SLC-2E da Base de Vandenberg | ITOS-B              | Falha     | Delta N6. Falha do segundo estágio. |
| 573/D-88 | 12 de março de 1972    | Plataforma SLC-2E da Base de Vandenberg | TD-1A               | Êxito     | Último voo de um Delta N.           |